# Erannis depuncta
Erannis depuncta là một loài bướm đêm trong họ Geometridae.